# IFK Ystad FK
IFK Ystad FK ist ein schwedischer Fußballverein aus Ystad, der zum Allianzverein IFK Ystad gehört. Die Wettkampfmannschaft trat mehrere Spielzeiten in der zweithöchsten schwedischen Spielklasse an. Unter dem Vereinsnamen IFK Ystad FK P11 fungiert ein Beachfußball-Verein in Ystad.

## Geschichte

### Frühe Jahre
IFK Ystad wurde 1927 gegründet. Nach dem Aufstieg in die Drittklassigkeit 1955 etablierte sich die Mannschaft auf diesem Spielniveau. Zeitweise im Aufstiegsrennen vertreten, setzte sich die Mannschaft 1963 mit fünf Punkten Vorsprung auf Råå IF durch und stieg erstmals in die zweite Liga auf. Als Tabellenfünfter zunächst im mittleren Tabellenbereich platziert spielte der Verein in den folgenden Jahren gegen den Wiederabstieg. Nach vier Jahren Ligazugehörigkeit belegte er einen Abstiegsplatz und begleitete IFK Kristianstad, Gunnarstorps IF und Hässleholms IF beim Gang in die Drittklassigkeit. Als Absteiger stand die Mannschaft zwar am Saisonende im oberen Tabellendrittel, hatte aber auf den Aufsteiger IK Atleten aus Landskrona sechs Punkte Rückstand. In der Spielzeit 1969 dominierte die Mannschaft ihre Drittligastaffel mit 19 Siegen in 22 Spielen und distanzierte den Tabellenzweiten Trelleborgs FF um neun Punkte.
In der zweiten Liga verpassten die Fußballer des IFK Ystad nur knapp den Klassenerhalt, der punktgleiche Konkurrent IS Halmia hielt aufgrund der besseren Tordifferenz die Klasse. Dieses Mal schaffte die Mannschaft vor Höganäs BK den Staffelsieg, musste sich aber den Aufstieg in einer neu eingeführten Aufstiegsrunde erkämpfen. Gegen Hässleholms IF und Kalmar AIK setzte sie sich als Gruppenerster durch. Die anschließende Zweitligaspielzeit verlief erneut erfolglos, da die drei Zweitligastaffeln zu zwei Divisionen zusammengeführt wurden und daher jeweils vier Mannschaften abstiegen – der Klub wurde Viertletzter der Division 2 Södra.

### Neuzeit
Nach dem Abstieg hielt sich IFK Ystad die meiste Zeit im mittleren Tabellenbereich seiner Drittligastaffel, als Staffelsieger 1976 verpasste der Klub jedoch in den Aufstiegsspielen als Gruppenletzter hinter Mjällby AIF, Ulricehamns IFK und Västra Frölunda IF den Wiederaufstieg. 1981 stieg der Verein schließlich in die vierte Liga ab. Anfangs als zweimal als Tabellenzweiter nur knapp den Wiederaufstieg verpassend verabschiedete sich der Klub nach einer Rückstufung im Rahmen einer Ligareform 1986 vom höherklassigen Fußball.
Die Fußballer des IFK Ystad FK rutschten später bis in die unterste regionale Spielklasse ab und etablierten sich in der seit der Einführung der Superettan 2000 und drittklassigen Division 1 2006 nur noch siebtklassigen Division 5. Dort spielte sie teilweise um den Aufstieg in die Division 4, der erst in den Aufstiegsspielen verpasst wurde.

## Stadion
Der IFK Ystad FK teilt sich mit dem Lokalrivalen Ystads IF die in direkter Nähe zur Ostsee bzw. dem Hafen der Stadt Ystad gelegene Sportanlage Sandskogens IP, die auf einer Stehplatztribüne und rund um das von einer Kunststoffbahn umgebenen Hauptspielfeld 2.000 Zuschauern Platz bietet. Der vornehmlich genutzte Nebenplatz bietet zirka 1.200 Zuschauern Platz.